# The Sun Makers
The Sun Makers (Los fabricantes de soles) es el cuarto serial de la 15.ª temporada de la serie británica de ciencia ficción Doctor Who, emitido originalmente en cuatro episodios semanales del 26 de noviembre al 17 de diciembre de 1977.

## Argumento
En un futuro lejano, los habitantes de Plutón están llenos de impuestos hasta la desesperación, incluyendo al funcionario Cordo, que está tan desesperado por la magnitud de su deuda que decide quitarse la vida saltando desde lo alto de uno de los edificios de la enorme Megropolis. Le interrumpe la llegada del Doctor y Leela en la TARDIS, quienes le salvan del destino que había elegido, y descubren que se han ido creando soles artificiales alrededor de Plutón para proporcionar la capacidad de sobrevivir a algunos de los humanos. Sin embargo, la compañía dueña de los soles y de todos los edificios de Plutón está usando su estrangulación económica para subir aún más las tasas hasta una forma extrema de usura. El Doctor está preocupado por esta estructura económica y social, donde cada ciudadano de Megropolis está bajo un recaudador, y todos ellso responden ante un malvado Recolector. Algunos ciudadanos han rechazado este orden social y han decidido vivir en los túneles oscuros bajo la ciudad. El Doctor, Leela y Cordo se aventuran allí y se encuentran con los renegados del subsuelo, una cruel banda de ladrones y excluidos liderados por el brutal Mandrel. Este le dice al Doctor que deberá usar una tarjeta de consumo robada para obtener dinero de un cajero, o de lo contrario Leela será asesinada...

### Continuidad
La segunda parte contiene un extraño falso cliffhanger, en el que Cordo, Bisham, Leela y K-9 ven un vehículo de guardias acercándose, y Cordo dice, "Es inútil, nos han visto". En la repetición al principio de esta tercera parte se omitió la frase de Cordo, y continúa con Leela ordenando a K-9 esconderse, para así desarmar fácilmente a los guardias.
Leela se refiere a su tribu, los Sevateem, que aparecieron en The Face of Evil. El ordenador de la Compañía adivinó correctamente la etimología de este término. Los usurianos conocen a los Señores del Tiempo y Gallifrey, este último clasificado como "Grado 3" en su "último estudio de mercado".

## Producción
| Episodio          | Fecha de emisión        | Duración | Espectadores en millones | Estado en el archivo  |
| ----------------- | ----------------------- | -------- | ------------------------ | --------------------- |
| Episodio 1        | 26 de noviembre de 1977 | 24:59    | 8,5                      | Cinta original en PAL |
| Episodio 2        | 3 de diciembre de 1977  | 24:57    | 8,9                      | Cinta original en PAL |
| Episodio 3        | 10 de diciembre de 1977 | 24:57    | 8,9                      | Cinta original en PAL |
| Episodio 4        | 17 de diciembre de 1977 | 24:57    | 8,4                      | Cinta original en PAL |
| [ 1 ] [ 2 ] [ 3 ] |                         |          |                          |                       |

Robert Holmes pretendía que el serial fuera una sátira de sus propias experiencias con el servicio de Hacienda. Sin embargo, gran parte del contenido político se rebajó por orden del productor Graham Williams, que temía que fuera controvertido para los espectadores.

## Publicaciones comerciales
La historia se publicó en VHS en julio de 2001. El DVD se publicó el 1 de agosto de 2011.